# Ceratina ecuadoria
Ceratina ecuadoria är en biart som beskrevs av Heinrich Friese 1917. Ceratina ecuadoria ingår i släktet märgbin, och familjen långtungebin. Inga underarter finns listade i Catalogue of Life.